# Orden „Volksrepublik Bulgarien“

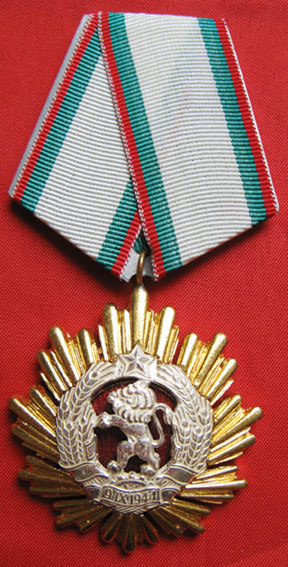
I. Stufe des Ordens „Volksrepublik Bulgarien“ (1. Modell)

Der Orden „Volksrepublik Bulgarien“ (bulgarisch Орден „Народна Република България“/Orden „Narodna Republika Balgarija“) wurde am 18. Juni 1947 per Dekret zum Gedenken an die Ausrufung der Volksrepublik gestiftet und konnte In- wie Ausländern für Verdienste um den Aufbau, die Verteidigung der Freiheit sowie der Schaffung der  Unabhängigkeit des Landes verliehen werden. In Kriegszeiten war er außerdem für Offiziere und Befehlshaber der Volksarmee vorgesehen, die sich in der Führung der Truppe und der Planung militärischer Operationen besonders hervorgetan hatten.

## Stufen
Die Auszeichnung besteht aus drei Stufen
- I. Stufe
- II. Stufe
- III. Stufe

## Aussehen
Die Auszeichnung ist ein ovales, aus 30 Strahlen bestehendes Bündel in einer Größe von 44 × 42 mm. Aufliegend der Wappenschild des Landes. Die I. Stufe ist vergoldet und die II. Stufe versilbert. Die III. Stufe unterscheidet sich dazu lediglich durch die Größe (40 × 38 mm).

## Trageweise
Getragen wird die Auszeichnung an einem weißen Band mit rot-grünen Bordstreifen.

## Verleihungen
Erster Träger der höchsten Stufe war Georgi Dimitrow. Bis zur Einstellung im Jahre 1991 wurde die Auszeichnung insgesamt 19.117 Mal verliehen.